# The Women's Tour 2018
The OVO Energy Women's Tour 2018 was de vijfde editie van de The Women's Tour, een rittenkoers georganiseerd in Groot-Brittannië, die deel uitmaakte van de UCI Women's World Tour 2018 en die van 13 tot 17 juni werd verreden. Titelverdedigster was de Poolse Katarzyna Niewiadoma. Deze editie werd gewonnen door de Amerikaanse Coryn Rivera, die de tweede etappe won en de leiderstrui niet meer afstond. Zij won ook de sprinttrui. De Italiaanse Elisa Longo Borghini won de bergtrui, Marianne Vos won de puntentrui, haar ploeggenote Dani Rowe was beste Britse en hun ploeg Waowdeals won het ploegenklassement.
Op 7 maart 2018 werd het etappeschema gepresenteerd in het Britse parlementsgebouw. De route leidt van Framlingham aan de Engelse oostkust naar Colwyn Bay aan de westkust in Wales. Ook werden de 17 deelnemende ploegen gepresenteerd en werd bekendgemaakt dat het totale prijzengeld verhoogd wordt van € 35.000 naar € 90.000 en wordt daarmee gelijkgesteld aan dat van de mannen in de Tour of Britain.

## Deelnemende ploegen
| UCI-teams                          | UCI-teams     |
| ---------------------------------- | ------------- |
| Alé Cipollini                      | Storey Racing |
| Boels Dolmans                      | Team Sunweb   |
| BTC City Ljubljana                 | Trek-Drops    |
| Canyon-SRAM                        | Valcar PBM    |
| Cervélo-Bigla                      | Team Virtu    |
| Cylance                            | Waowdeals     |
| FDJ Nouvelle-Aquitaine Futuroscope | Wiggle High5  |
| Hitec Products                     | Team WNT      |
| Mitchelton-Scott                   |               |

## Etappe-overzicht
| etappe | datum   | start       | finish               | profiel    | afstand | winnaar           | klassementsleider |
| ------ | ------- | ----------- | -------------------- | ---------- | ------- | ----------------- | ----------------- |
| 1e     | 13 juni | Framlingham | Southwold            | Vlakke rit | 130 km  | Jolien D'Hoore    | Jolien D'Hoore    |
| 2e     | 14 juni | Rushden     | Daventry             | Vlakke rit | 145 km  | Coryn Rivera      | Coryn Rivera      |
| 3e     | 15 juni | Atherstone  | Royal Leamington Spa | Vlakke rit | 151 km  | Sarah Roy         | Coryn Rivera      |
| 4e     | 16 juni | Worchester  | Worchester           | Vlakke rit | 130 km  | Amalie Dideriksen | Coryn Rivera      |
| 5e     | 17 juni | Dolgellau   | Colwyn Bay           | Vlakke rit | 122 km  | Lotta Lepistö     | Coryn Rivera      |

## Etappes

### 1e etappe
13 juni 2018 — Framlingham naar Southwold, 130 km
|    | Naam              | Team                               | Tijd     |
| -- | ----------------- | ---------------------------------- | -------- |
| 1  | Jolien D'Hoore    | Mitchelton-Scott                   | 3u14'39" |
| 2  | Marta Bastianelli | Alé Cipollini                      | z.t.     |
| 3  | Coryn Rivera      | Team Sunweb                        | z.t.     |
| 4  | Giorgia Bronzini  | Cylance                            | z.t.     |
| 5  | Amalie Dideriksen | Boels Dolmans                      | z.t.     |
| 6  | Marianne Vos      | Waowdeals                          | z.t.     |
| 7  | Roxane Fournier   | FDJ Nouvelle-Aquitaine Futuroscope | z.t.     |
| 8  | Kirsten Wild      | Wiggle High5                       | z.t.     |
| 9  | Hannah Barnes     | Canyon-SRAM                        | z.t.     |
| 10 | Barbara Guarischi | Team Virtu                         | z.t.     |

|    | Naam              | Team                               | Tijd     |
| -- | ----------------- | ---------------------------------- | -------- |
| 1  | Jolien D'Hoore    | Mitchelton-Scott                   | 3u14'29" |
| 2  | Coryn Rivera      | Team Sunweb                        | + 2"     |
| 3  | Marta Bastianelli | Alé Cipollini                      | + 4"     |
| 4  | Amy Pieters       | Boels Dolmans                      | + 5"     |
| 5  | Dani Rowe         | Waowdeals                          | + 8"     |
| 6  | Chloe Hosking     | Alé Cipollini                      | + 9"     |
| 7  | Giorgia Bronzini  | Cylance                            | + 10"    |
| 8  | Amalie Dideriksen | Boels Dolmans                      | z.t.     |
| 9  | Marianne Vos      | Waowdeals                          | z.t.     |
| 10 | Roxane Fournier   | FDJ Nouvelle-Aquitaine Futuroscope | z.t.     |

### 2e etappe
14 juni 2018 — Rushden naar Daventry, 145 km
|    | Naam                      | Team               | Tijd     |
| -- | ------------------------- | ------------------ | -------- |
| 1  | Coryn Rivera              | Team Sunweb        | 4u08'06" |
| 2  | Marianne Vos              | Waowdeals          | z.t.     |
| 3  | Christine Majerus         | Boels Dolmans      | z.t.     |
| 4  | Dani Rowe                 | Waowdeals          | z.t.     |
| 5  | Gracie Elvin              | Mitchelton-Scott   | z.t.     |
| 6  | Pauline Ferrand-Prévot    | Canyon-SRAM        | z.t.     |
| 7  | Maria Giulia Confalonieri | Valcar PBM         | z.t.     |
| 8  | Eugenia Bujak             | BTC City Ljubljana | z.t.     |
| 9  | Eva Buurman               | Trek-Drops         | z.t.     |
| 10 | Elisa Longo Borghini      | Wiggle High5       | z.t.     |

|    | Naam                      | Team               | Tijd     |
| -- | ------------------------- | ------------------ | -------- |
| 1  | Coryn Rivera              | Team Sunweb        | 7u22'22" |
| 2  | Dani Rowe                 | Waowdeals          | + 15"    |
| 3  | Marianne Vos              | Waowdeals          | + 16"    |
| 4  | Amy Pieters               | Boels Dolmans      | + 17"    |
| 5  | Christine Majerus         | Boels Dolmans      | + 19"    |
| 6  | Elisa Longo Borghini      | Wiggle High5       | + 21"    |
| 7  | Eugenia Bujak             | BTC City Ljubljana | + 23"    |
| 8  | Eva Buurman               | Trek-Drops         | z.t.     |
| 9  | Maria Giulia Confalonieri | Valcar PBM         | z.t.     |
| 10 | Pauline Ferrand-Prévot    | Canyon-SRAM        | z.t.     |

### 3e etappe
15 juni 2018 — Atherstone naar Royal Leamington Spa, 151 km
|    | Naam                      | Team                               | Tijd     |
| -- | ------------------------- | ---------------------------------- | -------- |
| 1  | Sarah Roy                 | Mitchelton-Scott                   | 3u55'09" |
| 2  | Giorgia Bronzini          | Cylance                            | z.t.     |
| 3  | Marianne Vos              | Waowdeals                          | z.t.     |
| 4  | Coryn Rivera              | Team Sunweb                        | z.t.     |
| 5  | Roxane Fournier           | FDJ Nouvelle-Aquitaine Futuroscope | z.t.     |
| 6  | Eugénie Duval             | FDJ Nouvelle-Aquitaine Futuroscope | z.t.     |
| 7  | Maria Giulia Confalonieri | Valcar PBM                         | + 2"     |
| 8  | Eva Buurman               | Trek-Drops                         | z.t.     |
| 9  | Amy Pieters               | Boels Dolmans                      | z.t.     |
| 10 | Dani Rowe                 | Waowdeals                          | z.t.     |

|    | Naam                      | Team               | Tijd      |
| -- | ------------------------- | ------------------ | --------- |
| 1  | Coryn Rivera              | Team Sunweb        | 11u17'27" |
| 2  | Marianne Vos              | Waowdeals          | + 16"     |
| 3  | Dani Rowe                 | Waowdeals          | + 20"     |
| 4  | Amy Pieters               | Boels Dolmans      | + 23"     |
| 5  | Christine Majerus         | Boels Dolmans      | z.t.      |
| 6  | Elisa Longo Borghini      | Wiggle High5       | + 27"     |
| 7  | Eva Buurman               | Trek-Drops         | + 29"     |
| 8  | Eugenia Bujak             | BTC City Ljubljana | z.t.      |
| 9  | Maria Giulia Confalonieri | Valcar PBM         | z.t.      |
| 10 | Pauline Ferrand-Prévot    | Canyon-SRAM        | z.t.      |

### 4e etappe
16 juni 2018 — Worchester naar Worchester, 130 km
|    | Naam              | Team                               | Tijd     |
| -- | ----------------- | ---------------------------------- | -------- |
| 1  | Amalie Dideriksen | Boels Dolmans                      | 3u31'19" |
| 2  | Lotta Lepistö     | Cervélo-Bigla                      | z.t.     |
| 3  | Marianne Vos      | Waowdeals                          | z.t.     |
| 4  | Chloe Hosking     | Alé Cipollini                      | z.t.     |
| 5  | Barbara Guarischi | Team Virtu                         | z.t.     |
| 6  | Chiara Consonni   | Valcar PBM                         | z.t.     |
| 7  | Emma Norsgaard    | Cervélo-Bigla                      | z.t.     |
| 8  | Jolien D'Hoore    | Mitchelton-Scott                   | z.t.     |
| 9  | Neah Evans        | Storey Racing                      | z.t.     |
| 10 | Roxane Fournier   | FDJ Nouvelle-Aquitaine Futuroscope | z.t.     |

|    | Naam                      | Team               | Tijd      |
| -- | ------------------------- | ------------------ | --------- |
| 1  | Coryn Rivera              | Team Sunweb        | 14u48'44" |
| 2  | Marianne Vos              | Waowdeals          | + 14"     |
| 3  | Dani Rowe                 | Waowdeals          | + 22"     |
| 4  | Amy Pieters               | Boels Dolmans      | + 25"     |
| 5  | Christine Majerus         | Boels Dolmans      | z.t.      |
| 6  | Elisa Longo Borghini      | Wiggle High5       | + 29"     |
| 7  | Eugenia Bujak             | BTC City Ljubljana | + 30"     |
| 8  | Eva Buurman               | Trek-Drops         | + 31"     |
| 9  | Maria Giulia Confalonieri | Valcar PBM         | z.t.      |
| 10 | Pauline Ferrand-Prévot    | Canyon-SRAM        | z.t.      |

### 5e etappe
17 juni 2018 — Dolgellau naar Colwyn Bay, 122 km
|    | Naam              | Team                               | Tijd     |
| -- | ----------------- | ---------------------------------- | -------- |
| 1  | Lotta Lepistö     | Cervélo-Bigla                      | 3u03'55" |
| 2  | Giorgia Bronzini  | Cylance                            | z.t.     |
| 3  | Marianne Vos      | Waowdeals                          | z.t.     |
| 4  | Marta Bastianelli | Alé Cipollini                      | z.t.     |
| 5  | Roxane Fournier   | FDJ Nouvelle-Aquitaine Futuroscope | z.t.     |
| 6  | Kirsten Wild      | Wiggle High5                       | z.t.     |
| 7  | Sarah Roy         | Mitchelton-Scott                   | z.t.     |
| 8  | Coryn Rivera      | Team Sunweb                        | z.t.     |
| 9  | Christine Majerus | Boels Dolmans                      | z.t.     |
| 10 | Lisa Klein        | Canyon-SRAM                        | z.t.     |

|    | Naam                   | Team               | Tijd      |
| -- | ---------------------- | ------------------ | --------- |
| 1  | Coryn Rivera           | Team Sunweb        | 17u52'36" |
| 2  | Marianne Vos           | Waowdeals          | + 11"     |
| 3  | Dani Rowe              | Waowdeals          | + 25"     |
| 4  | Christine Majerus      | Boels Dolmans      | + 27"     |
| 5  | Amy Pieters            | Boels Dolmans      | + 28"     |
| 6  | Elisa Longo Borghini   | Wiggle High5       | + 32"     |
| 7  | Eugenia Bujak          | BTC City Ljubljana | + 33"     |
| 8  | Eva Buurman            | Trek-Drops         | + 34"     |
| 9  | Pauline Ferrand-Prévot | Canyon-SRAM        | + 2'00"   |
| 10 | Sabrina Stultiens      | Waowdeals          | + 2'01"   |

## Klassementenverloop
De groene trui wordt uitgereikt aan de rijdster met de laagste totaaltijd.
 De roze trui wordt uitgereikt aan de rijdster met de meeste punten van de etappefinishes en tussensprints.
 De "Queen of the Mountains" (Bergkoningin) trui wordt uitgereikt aan de rijdster met de meeste behaalde punten uit bergtop passages.
 De sprinttrui wordt uitgereikt aan de rijdster met de meeste punten behaald in tussensprints.
 De trui voor beste Britse wordt uitgereikt aan de eerste Britse rijdster in het algemeen klassement.
| Etappe      | Winnaar           | Algemeen klassement | Puntenklassement | Bergklassement       | Sprintklassement | Beste Britse | Ploegenklassement |
| ----------- | ----------------- | ------------------- | ---------------- | -------------------- | ---------------- | ------------ | ----------------- |
| 1           | Jolien D'Hoore    | Jolien D'Hoore      | Jolien D'Hoore   | Christine Majerus    | Amy Pieters      | Dani Rowe    | Waowdeals         |
| 2           | Coryn Rivera      | Coryn Rivera        | Coryn Rivera     | Elisa Longo Borghini | Coryn Rivera     | Dani Rowe    | Waowdeals         |
| 3           | Sarah Roy         | Coryn Rivera        | Coryn Rivera     | Elisa Longo Borghini | Coryn Rivera     | Dani Rowe    | Waowdeals         |
| 4           | Amalie Dideriksen | Coryn Rivera        | Marianne Vos     | Elisa Longo Borghini | Coryn Rivera     | Dani Rowe    | Waowdeals         |
| 5           | Lotta Lepistö     | Coryn Rivera        | Marianne Vos     | Elisa Longo Borghini | Coryn Rivera     | Dani Rowe    | Waowdeals         |
| Eindstanden | Eindstanden       | Coryn Rivera        | Marianne Vos     | Elisa Longo Borghini | Coryn Rivera     | Dani Rowe    | Waowdeals         |